# Duran Duran Singles Box Set 1981-1985
Singles Box Set 1981-1985 é uma box set do grupo Duran Duran. Dividida em treze discos, foi lançada pela EMI em 2003 e abrange a época de Duran Duran (1981) a Arena (1984), assim como o famoso compacto de "A View to a Kill" (1985).
| Críticas profissionais                                                      | Críticas profissionais |
| Avaliações da crítica                                                       | Avaliações da crítica  |
| Fonte                                                                       | Avaliação              |
| --------------------------------------------------------------------------- | ---------------------- |
| allmusic                                                                    | [ 1 ]                  |
| Esta tabela precisa de ser acompanhada por texto em prosa. Consulte o guia. |                        |

## Faixas
CD 1"Planet Earth" (1981)
1. "Planet Earth" – 4:30
2. "Late Bar" – 2:57
3. "Planet Earth" (Night Version) – 6:18

CD 2"Careless Memories" (1981)
1. "Careless Memories" – 3:44
2. "Khanada" – 3:28
3. "Fame" – 3:17

CD 3"Girls On Film" (1981)
1. "Girls On Film" – 3:30
2. "Faster Than Light" – 4;28
3. "Girls On Film" (Night Version) – 5:29

CD 4"My Own Way" (1981)
1. "My Ow Way" (Single Version) – 3:42
2. "Like An Angel" – 4:47
3. "My Own Way" (Night Version) – 6:36

CD 5"Hungry Like the Wolf" (1982)
1. "Hungry Like The Wolf" – 3:31
2. "Careless Memories" (Live version) – 4:12
3. "Hungry Like The Wolf" (Night Version) – 5:11

CD 6"Save A Prayer" (1982)
1. "Save A Prayer" (7" Edit) – 5:28
2. "Hold Back The Rain" (Re-Mix) – 4:01
3. "Hold Back The Rain" (12" Re-Mix) – 7:06

CD 7"Rio" (1982)
1. "Rio" (part one) – 5:15
2. "The Chauffeur" (Blue Silver) – 3:50
3. "Rio" (part two) – 5:31
4. "My Own Way" – 4:37

CD 8"Is There Something I Should Know?" (1983)
1. "Is There Something I Should Know?" – 4:10
2. "Faith In This Colour" – 4:09
3. "Is There Something I Should Know?" (Monster Mix) – 6:44
4. "Faith In This Colour" (Alternate Slow Mix) – 4:06

CD 9"Union of the Snake" (1983)
1. "Union Of The Snake" – 4:24
2. "Secret Oktober" – 2:47
3. "Union Of The Snake" (The Monkey Mix) – 6:27

CD 10"New Moon On Monday" (1984)
1. "New Moon On Monday" (Album Version) – 4:18
2. "Tiger Tiger" – 3:30
3. "New Moon On Monday" (Dance Mix) – 6:03

CD 11"The Reflex" (1984)
1. "The Reflex" – 4:26
2. "Make Me Smile (Come Up And See Me)" (Recorded live at Hammersmith Odeon) – 4:58
3. "The Reflex" – 6:34

CD 12"The Wild Boys" (1984)
1. "The Wild Boys" – 4:18
2. "(I'm Looking For) Cracks In The Pavement" (1984) – 4:10
3. "The Wild Boys (Wilder Than Wild Boys)" Extended Mix – 8:00

CD 13"A View to a Kill" (1985)
1. "A View To A Kill" – 3:37
2. "A View To A Kill" (That Fatal Kiss) – 2:31